# アンダルシアの犬

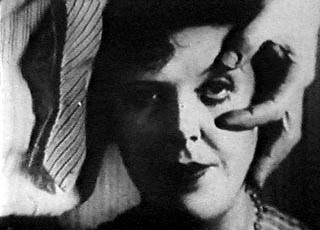

『アンダルシアの犬』（フランス語: Un Chien Andalou）は、ルイス・ブニュエルとサルバドール・ダリによる1928年に製作され1929年に公開されたフランスの映画である。

## 解説

ルイス・ブニュエル（1929年）
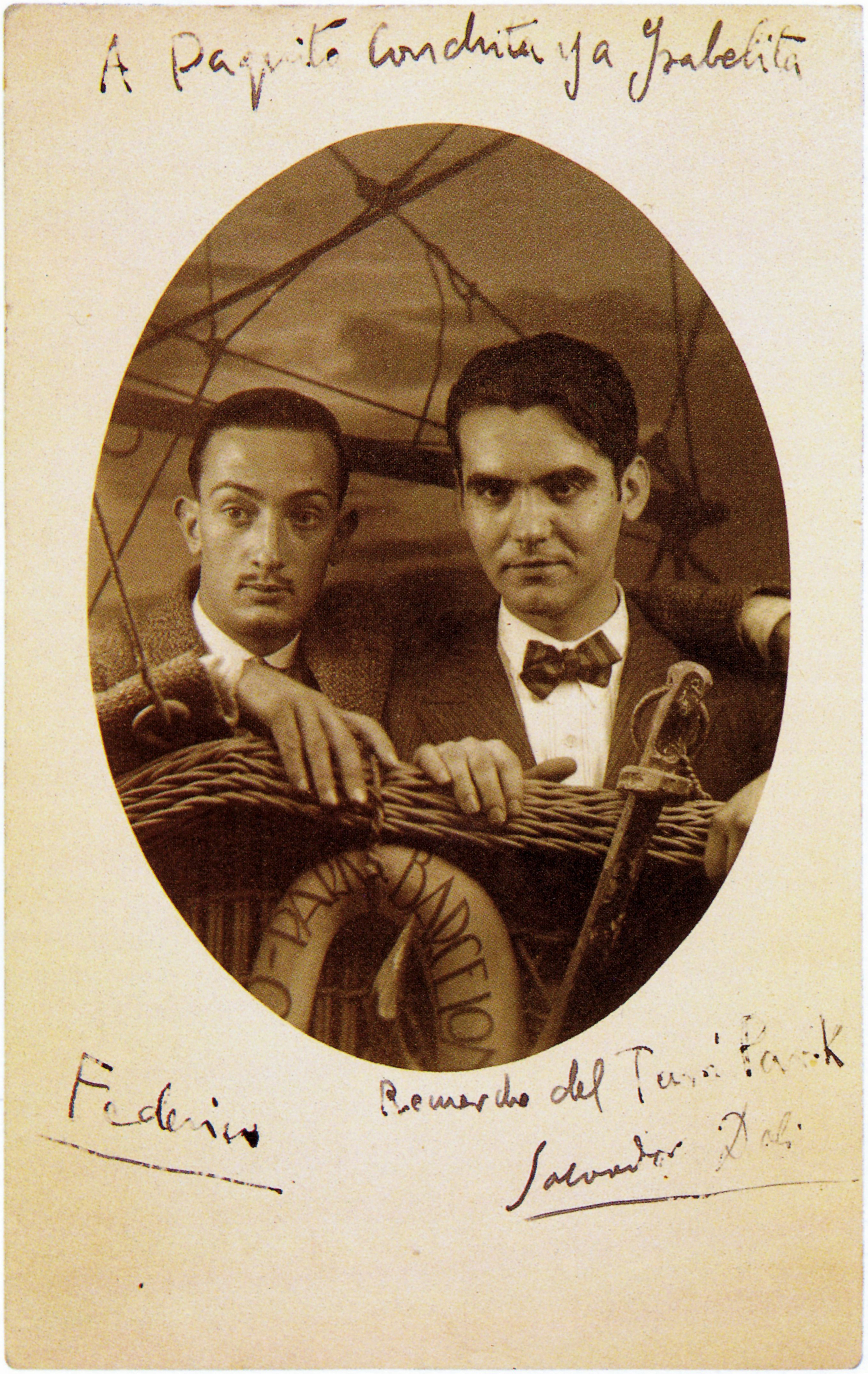
サルバドール・ダリ（1925年、左）

シュルレアリスムの傑作と評される、実験的ショート・フィルム。アナキズムに心酔していたブニュエルによる、「映画の機能を否定した映画」。大筋で男性と女性の情のもつれを描くものの明快なストーリーはなく、冒頭の女性が剃刀で眼球を真二つにされるシーンに始まり、切断され路上に転がった右腕を杖でつつく淑女、手のひらに群がる蟻など、脈絡のない、だが衝撃的な謎めいたイメージ映像が断片的に描かれる。それらはブニュエルとダリが互いに出し合ったイメージ群であり、観客はそれらのイメージから、何かしらを感じ取る事を要求される。
初めて上映された時、ブニュエルは観客の抗議を予想してポケットに投石用の小石を詰め込んでいた。しかし、パブロ・ピカソ、アンドレ・ブルトン、ジャン・コクトー、マックス・エルンスト、ル・コルビュジエ、ルネ・マグリット、ポール・エリュアール、ルイ・アラゴン、マン・レイ、トリスタン・ツァラらを含む観客は拍手喝采で映画を迎え、ブニュエルはシュルレアリスト・グループへの参加が許された。
前述の女性が目を剃刀で切られるシーンでは、ブニュエルによれば死んだ子牛の目を用いたそうである。その事実が世間に広まるまでは、豚や馬の目、もしくは死体やスタッフの手作りによるものなど様々な憶測が飛び交っていた。

## スタッフ
- 監督・製作：ルイス・ブニュエル
- 脚本：ルイス・ブニュエル、サルバドール・ダリ

## キャスト
- 若い男 - ピエール・バチェフ（フランス語版）
- 若い娘 - シモーヌ・マルイユ（フランス語版）
- 聖母マリア会修道士 - サルバドール・ダリ
- 剃刀を持った男 - ルイス・ブニュエル
- ハイメ・ミラビエス（スペイン語版）